# Quatre piliers de la destinée

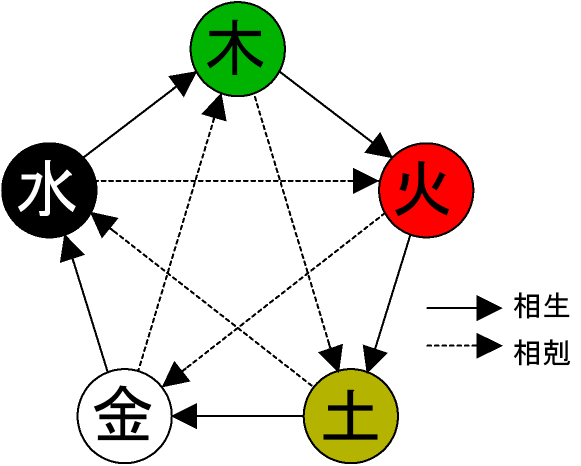
Les 5 éléments et leurs interactions entre eux.

En astrologie chinoise, japonaise et coréenne, les Quatre piliers de la destinée (aussi connu comme Ba Zi ou Saju) sont les termes conceptuels utilisés pour décrire les quatre composants qui fondent la destinée d’une personne : l’année, le mois, le jour, et l’heure de naissance.
Les quatre piliers sont utilisés dans les pratiques de prédictions de l’avenir, à l’instar du Zi Wei Dou Shu. Le Ba Zi a des similarités avec l’astrologie occidentale. Mais contrairement à l’astrologie, l’analyse du Ba Zi ne repose pas sur un alignement de corps célestes, d’étoiles ou de planètes, mais sur un alignement de tranches temporelles délimitées par le Wan Nian Li, c'est-à-dire le  calendrier chinois de « 10 000 ans ».
Chacun des quatre piliers d'une personne se décompose en deux caractères : un pour la Tige Céleste et l’autre pour la Branche Terrestre. Ainsi, à chaque personne est associé « Huit Caractères », qui est la traduction littérale de l'expression chinoise Ba Zi.
Il y a dix Tiges Célestes et douze Branches Terrestres, dont la représentation folklorique sont les douze animaux du zodiaque. Un bon Ba Zi est, par exemple, celui de l’empereur Qianlong.

## Histoire

### Origine du nom
Le terme des quatre piliers vient de l'expression chinoise Sheng Chén Ba Zi (pinyin : Shēng Chén Bā Zì, Chinois : 生辰八字), qui se traduit comme les « Huit Caractères de la Naissance ». On y fait référence aussi sous le nom chinois de Si Zhu MingLi Xué (Chinois traditionnel : 四柱命理學, Chinois simplifié : 四柱命理学), qui peut se traduire par « L’Étude des Principes des Quatre Piliers de la Vie ».
Le terme se retrouve aussi en japonais en tant que Shichū Suimei (Kanji : 四柱推命, Hiragana : しちゅうすいめい), qui signifie « Quatre piliers du destin ».
En coréen, on parle de Saju (Hangul : 사주 , Hanja: 四柱), qui se traduit comme « Quatre piliers ».

### Création
Les quatre piliers du destin remontent à la dynastie Han, mais n'étaient pas aussi systématisé qu'aujourd'hui.
En Chine ancienne[Quand ?], les garçons qui arrivaient à l'âge adulte devaient passer un « Examen impérial », qui requérait une étude exhaustive de leurs quatre piliers du destin. À l'époque, les examinateurs impériaux observaient attentivement le profil astrologique de chaque personne et leur compatibilité avec la position qu'ils briguaient dans l’administration impériale. En effet, les quatre piliers étaient vus comme pouvant prédire toute la destinée d'une personne.
À l'époque de la dynastie Tang, Lǐ Xūzhōng (chinois : 李虛中) a réorganisé ce concept et a utilisé chacun des deux caractères du cycle sexagénaire assignés à l'année de naissance, au mois et à la date d'une personne pour prédire sa personnalité et son avenir. Cette théorie, nommée « les Trois Piliers du destin » a gagné de plus en plus en popularité.
Pendant la dynastie Song, Xú Zi Píng (chinois : 徐子平) a réformé les « Trois piliers du destin » de Lǐ Xū-Zhōng en ajoutant « l'heure de naissance » comme quatrième pilier. En pratique, les piliers du destin d'une personne sont donc représentés par huit caractères supplémentaires du cycle sexagésimal au lieu de huit. Ce nombre élevé de caractères rend la précision des prévisions beaucoup plus élevée et plus utile. Ainsi, les gens[Qui ?] considéraient Xú Zi Píng comme la couche d'une base solide des Quatre Piliers du Destin.

## En Chine
En Chine, la théorie des quatre piliers du destin a été développée par deux écoles principales : l'école académique (學院派, Xué Yuàn Pài) et l'école professionnelle (江湖派, Jiāng Hú Pài). L'école académique a commencé avec Xú Zi Píng (徐子平) au début de la dynastie Song. Xú a fondé la pure base théorique du système. Son travail a ensuite été enrichi par plusieurs auteurs au cours des siècles.
| Dynastie           | Période   | Ouvrages de référence et auteurs |
| ------------------ | --------- | --- |
| Dynastie Song (宋) | 960-1127  | - Sān Mìng Yuān Yuán 三命渊源, par Xú Dà Shēng 徐大升 - Yuān Hǎi Zi Píng 淵海子平, compilé par Xú Dà Shēng 徐大升 (stylé Zi Píng 子平) |
| Dynastie Ming (明) | 1368-1644 | - Dī Tiān Suǐ 滴天髓 - Sān Mìng Tōng Kuài 三命通會, par Wàn Mín Yīng 万民英 - Míng Wàn Yù Wú 明萬育吾 - Míng Liú Jī 明劉基             |
| Dynastie Qing (清) | 1644-1912 | - Mìng Lǐ Yuē Yán 命理約言, par Chén Sù Ān 陈素庵 - Mìng Lǐ Tàn Yuán 命理探源, par Yuán Shù Shān 袁树珊                                |

## En Corée du Sud
En Corée du Sud, le Saju (사주) est une croyance majeure qui fait partie intégrante de la vie quotidienne. Plus de 80% des coréennes et 50% des coréens font appel à un maître Saju avant de se marier. Par exemple, le programme télé Tu es ma destinée (너는 내 운명) sur la chaîne télévisé SBS montre des couples évaluer leur compatibilité amoureuse selon l'analyse des quatre piliers de la destinée.
Les tiges célestes et les branches terrestres ont leur propre nom coréen dans le cycle sexagésimal. Leur interprétation relève de l'expertise de consultants ou maîtres saju, qui se trouvent dans les nombreux cafés saju des rues de Séoul. La forme d'une analyse saju est celle d'une feuille de vie, classée par tranche de 10 ans de la naissance jusqu'à la mort, qui décortiquent les interactions entre les quatre piliers de la destinée et le cycle de la chance (大运干支).

## Au Japon
Au Japon, les tiges célestes s'appellent Shō-Kan. Quand nous fêterons notre anniversaire comme 甲子, 甲戌, 甲申, 甲午, 甲辰, 甲寅, dans le calendrier chinois, le Tei, Salut non à (丁) appartiendra au Shō-Kan. Lorsque nous avons les Tiges Célestes comme 甲 à notre anniversaire, le 丁 agit comme un facteur Shō-Kan, comme suit :
- 乙 : 丙
- 丙 : 己
- 丁 : 戊
- 戊 : 辛
- 己 : 庚
- 庚 : 癸
- 辛 : 壬
- 壬 : 乙
- 癸 : 甲

D'une manière générale, Shō-Kan est synonyme de talents splendides, d'apparences brillantes, de potentiel académique. La liberté d'expression, la liberté de pensée et la liberté d'expression seraient liées au Shō-Kan. Lorsqu'il n'y a pas le Shō-Kan approprié dans notre vie quotidienne, nous pouvons être confus et même nous impliquer dans des actes antisociaux. Shō-Kan est également le symbole d'une épée et d'une barre oblique. Les personnages avec Shō-Kan sont généralement brillants et beaux; cependant, le succès réel et réel dans la vie est un autre aspect.

### Exemple
Hirohito (également connu sous le nom d'Empereur Shōwa), né le 29 avril 1901, est décédé le 7 janvier 1989. Son anniversaire est le 29 avril 1901, un jour appelé Shōwa Day au Japon. Ses quatre piliers sont les suivants :
- Année de naissance : 1901 : 辛丑
- Mois de naissance: avril : 壬辰
- Jour de naissance : 29 : 丁丑
- Heure de naissance : 10 h 15 la nuit (22 h 15) : 辛亥

La structure principale de son thème est 傷 官 (Shō-Kan), 格.
Le jour du 丁 (dans le calendrier chinois) rencontre avril, le mois de Do-Yo (土用), le mois de 戊, pour que nous obtenions le Shō-Kan. L'élément et le travailleur le plus important dans son graphique est le 甲 ou 乙. L'Inju est également l'ouvrier qui contrôle Shō-Kan. En 1945, l'année du 乙酉, l'Inju n'a aucun effet. La tige céleste 乙 est en Ku Bo (空亡, les travaux sont en suspens).
En outre, le Dai Un (la propre histoire à long terme du Japon) est le suivant. Le début du mois d'avril dans le calendrier lunaire est le cinquième jour, il y a donc 24 jours entre le jour 5 et l'anniversaire de Hirohito. Un mois équivaut à dix ans à Dai Un et les 24 jours équivalent à huit ans. Les événements de la chronologie historique correspondant à sa vie de huit à 18 ans sont les suivants.
De 8 ans à 18 ans : 辛卯
- 18 à 28 : 庚寅 : correspondant au règne et au début de la période Showa en 1926
- 28 à 38 : 己丑 : début de la Seconde Guerre sino-japonaise en 1937
- 38 à 48 : 戊子 : Seconde Guerre mondiale, 1939-1945
- 48 à 58 : 丁亥
- 58 à 68 : 丙戌
- 68 à 78 : 乙酉
- 78 à 88 : 甲申 : fin de la période Showa en 1989
- 88 à 98 : 癸未

Les partisans du système Shō-Kan croient que le tableau de Hirohito explique en quelque sorte la défaite du Japon pendant la Seconde Guerre mondiale après les explosions catastrophiques de bombes atomiques à Hiroshima et Nagasaki.

## Composants
La métaphysique chinoise défend l'idée que le sort de chaque personne est déterminé par trois composantes:
- La chance de la Terre, le secteur du feng shui qui fait référence aux énergies que l'homme reçoit de la Terre.

- La chance de l'homme, qui se réfère aux actions et pensées de l'homme lui-même.
- La chance du ciel, qui fait référence aux fluctuations du flux de Ch'i dans le temps et à la meilleure façon de se transporter par ces courants.

## Périodicité des quatre piliers
Le problème de la périodicité des quatre piliers est un problème en arithmétique calendaire. Combien d'années du calendrier grégorien faut-il attendre pour le quatre piliers associés à une date soit à nouveau les mêmes ?

La plupart des démonstrations des diseurs de bonne aventure sont incorrectes. Par exemple, Hee a proposé qu'il faut 240 ans pour qu'un quadruplet à quatre piliers donné se répète : 
En raison des nombreuses combinaisons possibles, il faut 60 ans pour qu'un même ensemble de piliers d'année se répète (par comparaison, un ensemble de piliers de mois se répète après seulement cinq ans). Par conséquent, si vous avez un certain jour et une certaine heure, l'ensemble des quatre piliers se répètera dans 60 ans. Cependant, comme le même jour peut ne pas apparaître exactement dans le même mois - et même s'il est dans le même mois, le jour peut ne pas être trouvé dans le même demi-mois - il faut 240 ans avant que les quatre piliers identiques n'apparaissent à nouveau.
La proposition de Hee est incorrecte et peut être réfutée par un contre-exemple. Par exemple, les quadruplés à quatre piliers pour 1984-3-18 et 2044-3-3 sont exactement les mêmes (c'est-à-dire 甲子 - 丁卯 - 辛亥 -xx) et ils ne sont espacés que de 60 ans. Mais le prochain iso-quadruplet ne réapparaîtra qu'après 360 ans (sur 2404-4-5).
En fait, une périodicité de 1800 ans est nécessaire pour que l'ordre corresponde à la fois au cycle sexagésimal et au cycle grégorien. C'est comme ça qu'on peut être sûr que 4-3-18, 1980-3-18 et 3964-3-18 partagent le même quadruplet à quatre piliers.

### Démonstration
La solution au quadruplet iso-grégorien est un problème diophantien. Supposons que l'écart {\displaystyle g} entre deux quadruplets successifs à quatre piliers soit irrégulier et qu'il soit donné par {\displaystyle g=60(365\lambda _{1}+\lambda _{2})} et supposons que {\displaystyle f} et {\displaystyle f+g'} deux nombres successifs avec un mois et un jour grégoriens identiques, alors on peut montrer que l'intervalle {\displaystyle g'} est donné par {\displaystyle g'=365\lambda _{3}+366\lambda _{4}.} Pour {\displaystyle g} et {\displaystyle g'} pour coïncider, nous devons résoudre :
dont l'une des solutions est {\displaystyle (\lambda _{1},\lambda _{2},\lambda _{3},\lambda _{4})=(33,8,1575,402).} Ainsi, {\displaystyle g=60(365\times 33+8)=723180} jours ou environ 1800 années du calendrier grégorien.